# Be Careful
«Be Careful» es una canción de la rapera estadounidense Cardi B. Fue lanzada el 30 de marzo de 2018 como tercer sencillo de su álbum debut Invasion of Privacy (2018). La canción fue escrita por Cardi B, Jordan Thorpe, y sus productores Boi-1da, Vinylz y Frank Dukes. 
El tema contiene una interpolación de «Ex-Factor», escrita y realizada por Lauryn Hill, que a su vez muestra «Can It Be All So Simple», escrita e interpretada por Wu-Tang Clan. La última canción también muestra «The Way We Were». Por lo tanto, Hill, los miembros de Wu-Tang Clan, y Marvin Hamlisch, Alan Bergman y Marilyn Bergman se acreditan entre los compositores.
La canción habla sobre la infidelidad, «Be Careful»  fue inspirada por sus relaciones románticas pasadas en la ciudad de Nueva York, logró alcanzar el puesto número 11 en la lista Billboard Hot 100 de Estados Unidos y se posicionó en los primeros 40 lugares en Canadá, Irlanda, Nueva Zelanda y el Reino Unido. «Be Careful» recibió una nominación en la categoría "Mejor interpretación rap" en la 61.ª entrega de los Premios Grammy.

## Presentaciones en vivo
El 7 de abril de 2018 se presentó en el programa Saturday Night Live, interpretó la canción y reveló que estaba embarazada.

## Posicionamiento en listas
| Listas (2018)                                    | Mejor posición |
| ------------------------------------------------ | -------------- |
| Australia (ARIA)                                 | 65             |
| Bélgica (Flandes) (Ultratip Bubbling Under)      | 19             |
| Canadá (Canadian Hot 100)                        | 24             |
| Escocia (Scottish Singles Sales Chart)           | 79             |
| Estados Unidos Billboard Hot 100                 | 11             |
| Estados Unidos Hot R&B/Hip-Hop Songs (Billboard) | 8              |
| Estados Unidos Rhythmic                          | 1              |
| Francia (SNEP)                                   | 154            |
| Irlanda (IRMA)                                   | 25             |
| Nueva Zelanda (Recorded Music NZ)                | 39             |
| Portugal (AFP)                                   | 75             |
| Reino Unido R&B (Official Charts Company)        | 13             |
| Reino Unido (UK Singles Chart)                   | 24             |
| Suecia Heatseeker (Sverigetopplistan)            | 6              |

## Premios y nominaciones
| Año  | Premiación                        | Categoría                   | Resultado | Ref.   |
| ---- | --------------------------------- | --------------------------- | --------- | ------ |
| 2019 | ASCAP Rhythmn & Soul Music Awards | Reconocimiento especial     | Ganador   | [ 15 ] |
| 2019 | Grammy Awards                     | Mejor Interpretación de Rap | Nominado  | [ 3 ]  |